# Vernis (bois)
Pour les articles homonymes, voir Vernis.

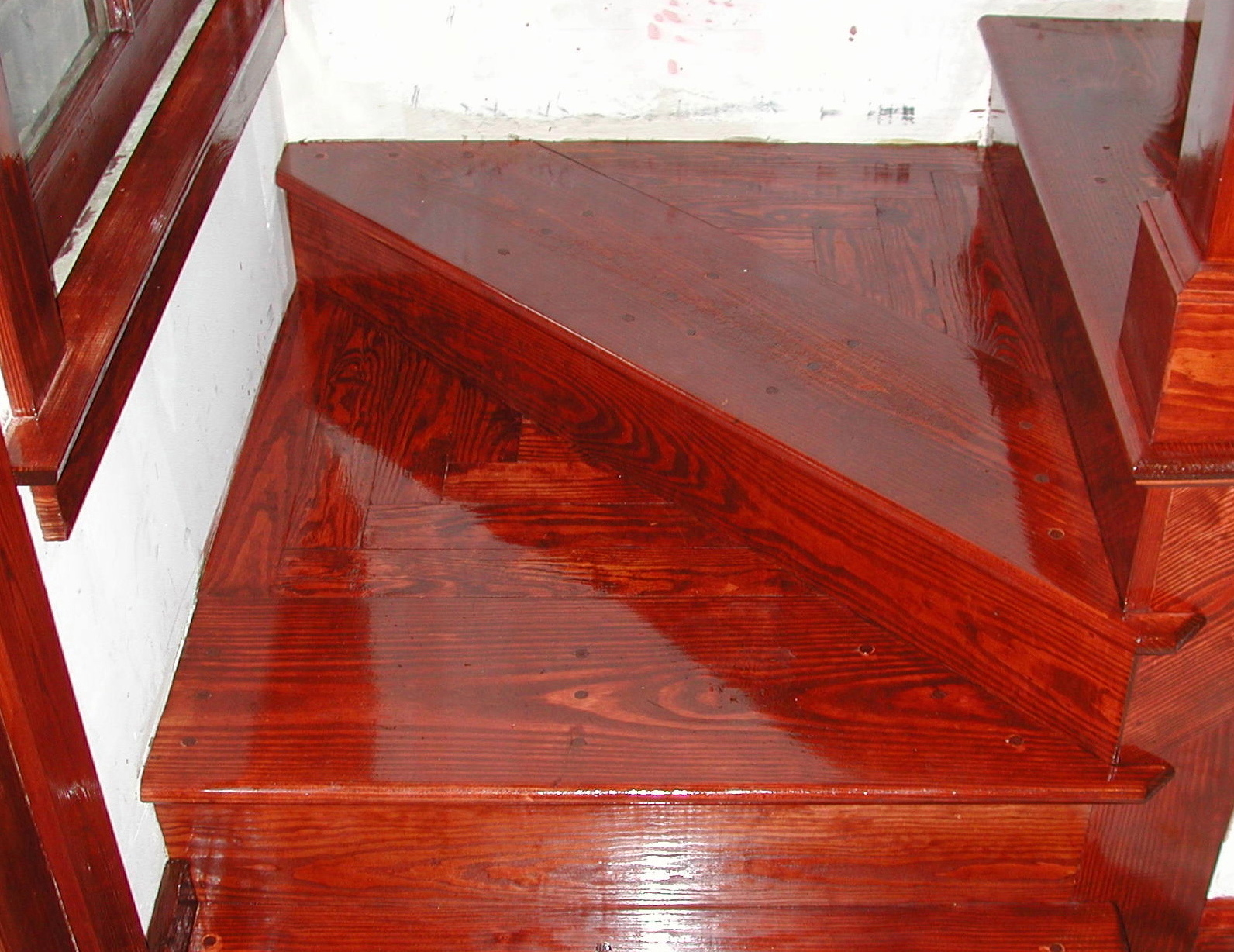
Vernis sur des marches d'escalier en bois.

Un vernis est un liquide plus ou moins visqueux, généralement à base de résine naturelle (copal, mastic, dammar, gomme-laque) ou synthétique (polymère ou monomère + catalyseurs) en solution ou dispersion. Il est appliqué sur la surface (meuble, tableau) à des fins esthétiques (brillance, matité) et/ou protectrices (poussière, ultraviolet, coups) pour former un film solide coloré ou incolore.
Un vernis est applicable au pinceau, au tampon, au chiffon ou au pistolet.
On les a beaucoup utilisés pour protéger les meubles et les bois extérieurs (vernis de « qualité marine » sur les bateaux). 
Les caractéristiques de transparence, de brillance et de résistance varient en fonction des composantes du vernis.
Contrairement aux vernis, les lasures peuvent être composées de matières solides comme les pigments par exemple.

## Types de vernis

### Synthétiques
- Les vernis cellulosique  : ils ont d'abord été constitués d'acétate de cellulose ou de nitrocellulose dissous dans un ou plusieurs solvants. Ils servaient notamment à durcir les toiles de lin, coton ou soie qui servaient à recouvrir les membrure des ailes et du fuselage des avions qui ont volé lors de la Première Guerre mondiale[1]. De nombreuses variantes ont été produites, dont le vernis à la gomme-laque dans lequel a été rajouté une certaine proportion de nitro-cellulose en solution. Il donne un très beau brillant et est plus résistant que le simple vernis à la gomme laque. On peut par exemple l'utiliser pour un piano. 
 L'application du vernis cellulosique est longue, elle peut se faire au tampon ou au pistolet (généralement en 3 couches au moins pour un beau résultat). Il est nécessaire de poncer avant l'application des deux dernières couches, et de finir par un polissage à la main au tampon de flanelle avec ajout d'un peu d'huile à la dernière passe. 
 Le vernis cellulosique peut aussi être utilisé pour en modélisme aérien pour renforcer et tendre un entoilage en papier japon collé sur une structure en bois. Cette technique de fabrication était caractéristique des boîtes de construction Chalange et Bonnet et demeure réservée aujourd'hui aux modélistes amateurs d'une construction à l'ancienne.
- Le vernis acrylique : vernis moderne et très courant, il s'utilise pour vernir le bois.
- Le vernis polyuréthane : c'est un vernis qui polymérise sans adjonction de catalyseur. Ses composants de base sont toxiques.

### Naturels
- Le vernis au mastic : il est préparé avec de la résine de lentisque pulvérisée et dissoute dans de l'éthanol chaud avec éventuellement addition d'autres ingrédients tels que la colophane, la gomme-laque la sandaraque ou de la térébenthine de Venise.
- Le vernis gras au succin ou ambre jaune : c'est un vernis très durable  et résistant au chocs. Si l'on prend soin de le préparer avec de l'ambre clair, il formera sur les meubles un feuil transparent et très résistant. Il se prépare par dissolution de l'ambre jaune dans l'huile cuite et l'essence de térébenthine. Pour être soluble l'ambre doit en premier lieu être traitée de la manière suivante : Le faire fondre le couler sur une table en marbre et le pulvériser une fois refroidi ; on a alors du succin fondu plus facilement soluble. On utilise environ 1/3 d'ambre fondu dissout dans  1/3 de térébenthine de Venise,et après chauffage à 50 °C on y verse 1/3 d'huile cuite.
- Les huiles auto-polymérisables : l'huile de lin, éventuellement additionnée d'huile de ricin, en polymérisant (lentement) produit un beau vernis. Certains catalyseurs (dont le plomb, qui n'est plus utilisé car trop toxique) accélèrent son durcissement. Exposée à la pluie et au soleil, une nouvelle couche doit être ajoutée annuellement.

## Utilisation des différents vernis
- Les vernis polyuréthane : Ils sont utilisés pour l'extérieur et l'intérieur, et se diluent avec un diluant adapté.
- Les vernis glycérophtaliques : Ils peuvent être également utilisé pour l'extérieur et l'intérieur, et se diluent au white spirit.
- Les vernis marins, les vernis montagnes : Ils sont résistants aux conditions atmosphériques les plus difficiles comme l'atmosphère marine, le froid ou encore la neige. Les vernis marins sont des résines polyuréthanes en phase aqueuse qui contiennent notamment un agent anti UV. Ils permettent de protéger efficacement les huisseries extérieures, les ponts des bateaux, les boiseries, etc.[2]
- Les vernis à l'eau : Ils sont seulement utilisés pour l'intérieur et se diluent à l'eau. Ils présentent un double avantage, ils sont sans odeur et sèchent rapidement.